# Нзерекоре
Нзерекоре (фр. Nzérékoré) је град и префектура на југу Гвинеје. Други је по величини град земље, после Конакрија. Из овог града потиче тренутни председник Републике Гвинеје Муса Дадис Камара. 
Нзерекоре је позат по трговини предметима од сребра. 
Становништво града се процењује на 224 791 (2008). С обзиром да је 1996. у граду живело 107 329 људи, произилази да је годишњи прираштај 6,35%.